# Giovanni Cristofano Amaduzzi
Giovanni Cristofano Amaduzzi, sui libri talvolta nella variante latina di Ioannis Cristophori Amadutii (Savignano di Romagna, 18 agosto 1740 – Roma, 21 gennaio 1792), è stato un abate, filologo classico e filosofo italiano.

## Biografia
Discepolo a Rimini di Giovanni Bianchi (Iano Planco), si trasferì dal 1762 a Roma, dove iniziò la sua attività di ricerca ed erudizione, sia pure tra numerose ristrettezze. Un assestamento nella sua vita si registrerà alla fine degli anni Sessanta del XVIII secolo, come rilevano i diari dei suoi primi "diporti" (gli Odeporici autunnali eruditi), le brevi perlustrazioni compiute nei dintorni della città eterna o comunque entro lo Stato della Chiesa, tra il 1768 e il 1774, emblema di un genere letterario di viaggio che mostra chiaramente la sua versatilità di interessi.
Grazie alla protezione del papa Clemente XIV, anch'egli ex allievo di Bianchi, dal 1769 fu professore di lettere greche presso La Sapienza, mentre dal 1780 insegnò al Collegio Urbano. Nel frattempo era anche diventato ispettore della Congregazione di Propaganda Fide, ottenendo da Clemente XIV nel 1770 la carica di soprintendente della relativa stamperia. Con la quale curò la pubblicazione, scrivendone le prefazioni, in particolare tra il 1771 e il 1786, di importanti trattati di grammatica di lingue orientali, fra cui l'ebraico, il persiano, l'armeno, il tibetano e perfino il malayalam.
Per i suoi studi ottenne ottima reputazione presso i principali esponenti del panorama culturale settecentesco, entrando in contatto e in corrispondenza, tra gli altri, con Pietro Metastasio, Vincenzo Monti, Carlo Denina, Ippolito Pindemonte, Girolamo Tiraboschi, nonché con Lazzaro Spallanzani.
Fra le sue pubblicazioni spiccano anche dissertazioni di ordine filosofico, che s'innestavano nell'alveo di un illuminismo moderato: infatti, con i «discorsi» su La filosofia alleata della religione del 1778 e sull'Indole della verità e delle opinioni del 1786 (per i quali fu denunciato all'Inquisizione), i cui temi di fondo erano ispirati al filosofo inglese John Locke, egli cercava di coniugare il sensismo con il cattolicesimo, poiché vedeva nel sensismo un valido approccio alla conoscenza dell'uomo. Vicino alle istanze del giansenismo regalistico, come emerge dalla ultradecennale corrispondenza con Scipione de' Ricci, ebbe parte significativa nella discussione che portò, nel 1773, al decreto di soppressione della Compagnia del Gesù.
Si occupò anche di archeologia, curando fra l'altro i Fragmenta vestigii veteris Romae del 1764 e la Raccolta di antichità agrigentine pubblicata, postuma, nel 1798. In questo ambito s'inscrive l'ampia corrispondenza con l'aquilano Anton Ludovico Antinori. Compose, inoltre, canzoni e rime, e poco prima di morire, nel 1791, pubblicò anche per la Stamperia del Bodoni a Parma un commentario su Anacreonte.
Fu tra gli accademici dell'Arcadia, con lo pseudonimo di Biante Didimeo.

## Opere principali

### Dissertazioni
- Dissertazione canonico-filologica sopra il titolo delle instituzioni canoniche De officio archidiaconi, s.e., s.i.l. 1767.
- Donaria duo graece loquentia quorum unum in tabula argentea apud moniales Saxoferratenses S. Clarae, s.e., Roma 1774.
- Discorso filosofico sul fine ed utilità dell'Accademie, per i torchi dell'Enciclopedia, Livorno 1777.
- La filosofia alleata della religione. Discorso filosofico-politico, per i torchi dell'Enciclopedia, Livorno 1778.
- Discorso filosofico dell'indole della verità e delle opinioni, dai torchj Pazzini, Siena 1786.

### Carteggi
- Ad virum clarissimum Janum Plancum archiatrum, et patricium Ariminensem epistola, typis J. Rocchii, Lucae 1767.
- De veteri inscriptione Ursi Togati ludi pilae vitreae inventoris epistola, apud B. Francesium, Romae 1775.
- Epistola ad Iohannem Baptistam Bodonium qua emendatur et suppletur commentarium de Anacreontis genere eiusque bibliotheca, in aedibus Palatinis typis Bodonianis, Parmae 1791.
- Il carteggio tra Amaduzzi e Corilla Olimpica 1775-1792, a cura di L. Morelli, Leo S. Olschki, Firenze 2000.
- Lettere familiari, a cura di G. Donati, Accademia dei Filopatridi, Savignano sul Rubicone 2001.
- Carteggio, 1774-1791, a cura di M.F. Turchetti, Edizioni di Storia e Letteratura, Roma 2005.

### Curatele
- Leges novellae 5. anecdotae imperatorum Theodosii junioris et Valentiniani, Typ. Zempelianis, Romae 1767.
- Alphabetum Brammhanicum seu Indostanum Universitatis Kasi, (a J. Ch. Amadutio editum), Sac. Cong. de Propaganda fide, Romae 1771 (versione digitalizzata)
- Alphabetum Hebraicum addito Samaritano et Rabbinico, Sac. Cong. de Propag. Fide, Romae 1771 (versione digitalizzata)
- Alphabetum veterum Etruscorum et nonnulla eorundem monumenta, Sac. Cong. de Propaganda fide, Romae 1771 (versione digitalizzata)
- Alphabetum Graecum, Sac. Cong. de Propag. Fide, Romae 1771.
- Alphabetum grandonico-malabaricum sive samscrudonicum, Sac. Cong. de Propaganda Fide, Romae 1772 (versione digitalizzata)
- Alphabetum Tangutanum sive Tibetanum, Sac. Cong. de Propaganda Fide, Romae 1773. (versioni digitalizzate:   )
- Anecdota litteraria ex mss. codicibus eruta, voll. 4, apud G. Settarium, Romae 1773.
- Catalogus librorum qui ex tipographio sacrae congreg. de propaganda fide variis linguis prodierunt et in eo adhuc asservantur, Sac. Cong. de Propaganda Fide, Romae 1773.
- Alphabetum Barmanum seu Bomanum regni Avae finitimarumque regionum, typis Sacrae Congregationis de Propaganda Fide, Roma 1776 (versione digitalizzata).
- Alphabetum Persicum, Sac. Cong. de Propag. Fide, Romae 1783. (versione digitalizzata)
- Alphabetum Armenum, Sac. Cong. De Propaganda Fide, Romae 1784. (versione digitalizzata)
- Characterum ethicorum Theophrasti Eresii capita duo hactenus anecdota quae ex cod. ms. Vaticano saeculi 11, Typ. Regia, Parmae 1786.
- Alphabetum Aethiopicum sive Gheez et Amhharicum, Sac. Cong. de Propaganda Fide, Romae 1789

## Intitolazioni
L'Accademia dei Filopatridi di Savignano ha creato nel 1999 il Centro di studi amaduzziani, su proposta di Antonio Montanari, autore di vari testi su Amaduzzi. Tra le principali iniziative del centro:
- «Giornate amaduzziane»: una giornata di studi annuale su G. Amaduzzi;
- «Biblioteca amaduzziana»: la pubblicazione di opere (biografiche e non) su Amaduzzi. Il primo volume è Elogio dell'abate Giovanni Cristofano Amaduzzi di Isidoro Bianchi (1731-1808), la prima biografia scritta sull'abate savignanese.